# 1613
Évszázadok: 16. század – 17. század – 18. század
Évtizedek: 1560-as évek – 1570-es évek – 1580-as évek – 1590-es évek – 1600-as évek – 1610-es évek – 1620-as évek – 1630-as évek – 1640-es évek – 1650-es évek – 1660-as évek
Évek: 1608 – 1609 – 1610 – 1611 –  1612 – 1613 – 1614 – 1615 – 1616 – 1617 – 1618

## Események
- február 7. – Mihail Romanovot orosz cárrá választják, de a döntés kihírdetését két héttel elhalasztják.[1]
- március 25. – Pozsonyban Ergelics Ferenc megkoronázza – a Forgách Ferenc bíboros, esztergomi érsek által fölkent – Annát, II. Mátyás feleségét.[2]
- április 1. – II. Mátyás a – Bocskai István fejedelem által letelepített – szoboszlói, a hadházi, a vámospércsi és a polgári hajdúk szabadságát megerősíti, s ezzel a hajdúkat másodszor is beiktatták birtokaikba.[3]
- április 11. – II. Mátyás és Báthory Gábor között megállapodás jön létre. (A király elismeri Erdély szabad fejedelemválasztási jogát. A szerződés titkos pontja szerint Báthory a török ellen is segíti II. Mátyást.)[4]
- október 23. – A kolozsvári országgyűlés – I. Ahmed szultán támogatásával – erdélyi fejedelemmé választja Bethlen Gábort.[4]
- október 27. – Báthory Gábor volt fejedelmet a korábbi trónkövetelő, Ghyczy András emberei Váradon felkoncolják.[4]
- november 22. – Bethlen Gábor bevonul Szebenbe.

## Születések
- március 12. – André Le Nôtre francia kertépítész, a franciakert kerttípusának megteremtője († 1700)
- április 7. – Gerrit Dou, holland festő († 1675)
- április 19. – Christoph Bach, német zeneszerző (†1661)
- szeptember 15. – François de La Rochefoucauld, francia író († 1680)
- szeptember 25. – Claude Perrault, francia építész († 1688)
- november 5. – Isaac de Benserade, francia költő († 1691)

## Halálozások
- március 27. – Báthory Zsigmond erdélyi fejedelem (* 1572)
- október 27. – Báthory Gábor erdélyi fejedelem[5] (* 1589)